# Przed zachodem słońca
Przed zachodem słońca – amerykański melodramat z 2004 roku. Jest to kontynuacja filmu Przed wschodem słońca z 1995 roku.

## Opis filmu
Dziewięć lat temu Jesse i Celine spotkali się przez przypadek w Wiedniu. Mimo że nie znali się wcale, całą noc spędzili na rozmowach o życiu, wartościach, o rzeczach błahych i ważnych. Rozstali się tuż przed świtem, obiecując, że zobaczą się już za 6 miesięcy. Do spotkania jednak nie doszło. Teraz, po upływie tylu lat, ich drogi niespodziewanie przecinają się ponownie w Paryżu, w którym Jesse promuje swoją najnowszą książkę. Na jednym ze spotkań dla czytelników pojawia się Celine. Oboje mają kilka godzin, by uporać się ze swoimi uczuciami, przeszłością i odpowiedzieć na trudne pytanie: Czy znaczą wciąż dla siebie tyle, co dziewięć lat temu?

## Główne role
- Ethan Hawke – Jesse
- Julie Delpy – Celine

## Nagrody i nominacje
Oscary za rok 2004
- Najlepszy scenariusz oryginalny – Richard Linklater, Julie Delpy, Ethan Hawke, Kim Krizan (nominacja)